# Нижние Караси
Ни́жние Караси́ — деревня в Чебаркульском районе Челябинской области. Входит Непряхинское сельское поселение.

## География
Находится на берегу рек Сунгургул и Караси. Расстояние до центра сельского поселения, села Непряхино 10 км, до районного центра, Чебаркуля 25 км.

## Население
| 2002 | 2010 |
| ---- | ---- |
| 214  | ↗265 |

По данным Всероссийской переписи, в 2010 году численность населения деревни составляла 265 человек (142 мужчины и 123 женщины).
Проживают русские, башкиры.

## Улицы
Уличная сеть деревни состоит из 4 улиц.

## Религия
Православные храмы
- Церковь Петра и Павла